# Propos sur les pouvoirs
Propos sur les pouvoirs (sous-titré Éléments d'éthique politique) est une compilation de courts textes du philosophe français Alain sur le sens du pouvoir politique démocratique publiée en 1985 sous la direction de Francis Kaplan. Il s'agit pour Alain d'analyser l’avènement de la démocratie et de réfléchir au sens de la souveraineté du peuple qu'il envisage soit comme une légitimation du pouvoir de l'État soit comme l'introduction d'un contre-pouvoir censé empêcher l'unification des pouvoirs dans l’État souverain, à les dissocier, à les limiter. En ce sens, Alain propose de penser avec le lecteur la nécessaire prise de conscience du rôle de citoyen, son droit à la différence et à la résistance dans des espaces non unifiables d'obéissance.
Cette compilation s'intéresse tout particulièrement à la pensée politique d'Alain. Une synthèse de sa pensée politique est disponible dans Alain ou la démocratie de l'individu.
Propos sur les pouvoirs contient exactement 142 « Propos » écrits entre 1906 et 1936.

## Structure et contenu
Alain adopte dans ses « Propos » un style volontairement désinvolte et plein d'humour. Ses écrits politiques se caractérisent par des prises de position marquées à gauche. Il développe un discours contre l'administration et la bureaucratie tout étant favorable à une démocratie libérale dont les institutions seraient ouvertes aux citoyens. Il se fait aussi très critique des élites intellectuelles et politiques françaises en dénonçant leur mépris pour les classes populaires et en les opposant continuellement au « peuple » français. Il cite à plusieurs reprises Camille Pelletan comme l'un des hommes politiques français des plus « cultivés », « instruits », « et peut-être le plus remarquable de nos orateurs ». Il en fait « l'ami du peuple » français. Ajoutons qu'il cite souvent le nom de Jean Jaurès avec qui il était ami tout en faisant référence à son œuvre L'Armée nouvelle parue en 1910 où il détaille l'organisation des armées françaises dans le cadre de la société socialiste.
L'auteur des Propos sur les pouvoirs fait souvent référence à Platon et plus précisément au Politique dont il s'inspire fortement. Il propose à plusieurs reprises une adaptation du mythe platonicien du bouvier en l'adaptant au contexte politique de son époque. De même, il renvoie parfois au Gorgias en détaillant la conception de la justice de Calliclès, qui aime la justice seulement parce qu'il craint de subir l'injustice ou encore au modèle de société platonicien exposé dans La République. Dans la même veine, Alain nomme la société « Léviathan » lorsque les pouvoirs de celle-ci ne sont pas limités par la politique et les citoyens. Il s'agit là d'une référence à l’œuvre Léviathan de Thomas Hobbes dans laquelle il théorise un modèle de société monarchique né d'un contrat civil où le souverain est absolu.
Alain se fait très critique à l'égard de l'administration militaire qu'il n'hésite pas à tourner en ridicule de façon subtile, parodique et ironique. Sa pensée politique est marquée par les conséquences de la Première Guerre mondiale qu'il mobilise souvent comme exemple et qui se manifeste plus généralement à l'arrière-plan de sa pensée de façon contextuelle. Cette critique de l'administration militaire n'est pas étrangère aux années qu'a passées Alain dans l'armée française durant la première guerre mondiale. Il en fait d'ailleurs une synthèse dans Mars ou La guerre jugée (1936).
L'ouvrage est divisé en chapitres brefs caractéristiques du genre littéraire et philosophique des « Propos » chère à Alain ordonnés selon sept parties thématiques.

## Origine de l'État chez Alain
Alain, au tout début de l’ouvrage dans le Propos « Origine de l'État », esquisse sa théorie concernant les origines de l’Etat. Il mobilise le concept d’état de nature dans la veine du courant contractualiste de la philosophie politique moderne. Pour autant, il ne faudrait pas croire qu'Alain mobilise l'idée d'un quelconque contrat social. Au contraire, il s'agirait plus d'un « contrat anti-social. »
Alain met en scène un dialogue avec un sociologue qui considère l’Économique comme l’origine de l’État. Alain rétorque qu’il faudrait davantage envisager le Sommeil comme origine de l’État. En effet, il faut imaginer un état de nature où les hommes n’auraient aucun mal à se nourrir, mais où ils ne pourraient échapper au Sommeil. Par conséquent, et parce que les hommes veulent protéger leur vie et leur propriété, ils seraient obligés d’organiser des tours de garde : pendant que l’un dort, l’autre le protège et inversement.
Ici, il est important de noter que c’est la peur qui crée des liens entre les hommes. On trouve déjà cette idée chez Montesquieu qui écrit au Livre I chapitre 2 de L’Esprit des lois que  « la crainte poilerait les hommes à se fuir: mais les marques d'une crainte réciproque les engageraient bientôt à s'approcher. »
Ainsi, pour Alain, le Sommeil serait la réelle cause de la société civile et de l’État qui serait d’abord un « État veilleur de nuit » censé protégé les individus.  
On peut considérer que Robert Nozick s’inscrit dans l’héritage d’Alain dans la mesure où il développe une théorie de « L’État veilleur de nuit » dans Anarchie, État et Utopie. Pour Nozick, l’État fait suite au monopole obtenu par une agence de protection sur un territoire donné qui a pour mission initiale de protégé les individus qui souscrivent à ses services dans l’état de nature. L’État naît donc chez Nozick de la protection des individus, de leurs droits et de leur propriété.

## Alain et la démocratie: le pouvoir du «contrôleur»
Dans Propos sur les pouvoirs Alain se propose de réfléchir aux différents aspects de la démocratie.
Plus qu'une critique de l'administration et de l'élitisme politique, Alain se fait le défenseur de la démocratie. La tradition philosophique définit la démocratie comme une procédure ou une méthode selon la présence ou non d'élections compétitives libres dont le plus grand représentant est Schumpeter, qui écrit dans Capitalisme, Socialisme et Démocratie que la démocratie est strictement un mécanisme de définition du leadership: un mécanisme de lutte concurrentielle pour le vote populaire par lequel une élite arrive au pouvoir dans un contexte de libre concurrence. En rupture, Alain propose d'envisager la démocratie comme capacité des citoyens à contraindre les pouvoirs et à assurer leur séparation.
Il ne faut pas penser la démocratie en terme égalitariste. Selon Alain, penser la démocratie comme égalité des droits et des charges n'est pas pertinent. En effet, on peut imaginer une monarchie ou bien une tyrannie qui assure tout à fait l'égalité entre les individus. On pourrait même dire que l'absence de liberté pour tous serait une forme d'égalité. Se faisant, l'égalité ne suffit pas à définir rigoureusement la démocratie.
De même, il ne faudrait pas compter sur le suffrage universel pour définir la démocratie. Alain mobilise l'exemple de l’Église en expliquant que même si le Pape était élu au suffrage universel, l’Église n'en serait pas pour autant démocratique. Ainsi, un tyran peut tout à fait être élu démocratiquement sans pour autant que l'on soit dans une démocratie. On peut tout à fait envisager une monarchie élective qui respecterait les critères d'une élection démocratique. 
Pour Alain, le pouvoir exécutif est toujours monarchique puisqu'« il faut toujours, dans l'action, qu'un homme dirige. » Le pouvoir exécutif nécessite de prendre des décisions, de trancher. Or on peut pas régler l'action exécutive à l'avance par une longue délibération puisque le pouvoir exécutif est censé répondre aux urgences du réel.
Le pouvoir législatif ne peut être autre qu'oligarchique. Ceux qui font les lois doivent être savants. « Plus la société sera compliquée, et plus cette nécessité se fera sentir. » On peut résumer cette idée en citant Alain lorsqu'il écrit : « Pour légiférer, il faut savoir. »
Ainsi, Alain propose de mettre le point non pas sur l'origine du pouvoir mais sur « le contrôle continu et efficace que les gouvernés exercent sur les gouvernants. » Le troisième pouvoir, souvent oublié des sciences politiques, est désigné par Alain sous le terme de « Contrôleur. » Alain écrit : « ce n'est autre chose que le pouvoir, continuellement efficace, de déposer les Rois et les Spécialistes à la minute, s'ils ne conduisent pas les affaires selon l'intérêt du plus grand nombre. » La démocratie ne serait autre chose qu'un « effort perpétuel des gouvernés contre les abus du pouvoir. »
Alain conclut en expliquant qu'une société n'est pas unifiée autour d'un modèle de gouvernement. Pour que celle-ci fonctionne, il faudrait une partie monarchique (le pouvoir exécutif), une partie oligarchique (le pouvoir législatif) et une partie démocratique (le pouvoir Contrôleur). De ce fait, la démocratie ne serait ni une procédure de désignation des gouvernants, ni un mode de gouvernement, mais la capacité des citoyens à contraindre et limiter le pouvoir politique.
On peut résumer cette idée en citant Alain qui écrit : « La démocratie n'est pas dans l'origine populaire du pouvoir, elle est dans son contrôle. La démocratie, c'est l'exercice du contrôle des gouvernés sur les gouvernants. Non pas une fois tous les cinq ans, ni tous les ans, mais tous les jours. »